# Сятища
Ся̀тища (изписване до 1945 година: Сѣтища, произнасяно в най-близкия български говор Сячишча, на гръцки: Σιάτιστα, Сятиста) е град в Република Гърция, център на дем Горуша (Войо) в област Западна Македония. Градът е и център на Сисанийската и Сятищката епархия.

## География
Сятища е разположен на 920 m надморска височина, в южните склонове на планината Синяк (Аскио) над прохода, отделящ планината от Червена гора (Вуринос) на юг. Градът има две махали – Хора на север и Герания на юг. Заобиколена е предимно от безлесни планински върхове, а две дълбоки клисури я обграждат, което прави местоположението ѝ естествено укрепено и недостъпно.

## История

### Етимология
Йордан Заимов смята, че името Σιάτιστα има българска етимология и произлиза от Сѣчища. Някои гръцки източници погвърждават славянската етимология от „сека“, тоест „разделено място“, отговарящо на ясно отделените две махали на градчено. Някои други гръцки източници обаче предлагат варианти от влашкото siat, „жажда“, и окончание sta, тоест „жадно място“, или турското set, „пречка“. Местното гръцко произношение е Сятста (Σιάτστα).

### В Османската империя
Различни източници смятат, че първото селище се е развило в тази недостъпна и изолирана област в края на XIV – началото на XV век. Информацията за заселването на Сятища през периода на турското владичество е оскъдна и идва главно от църковни източници. В Йерусалимската кондика се споменава в 1660 година като Сятзиста (Σάτζιστα χώρα). Както се вижда от данните на Завордската кондика, градчето се споменава през 1535 – 1692 година като Сятзиста (Σιάτζιστα) със 100 дарители и 309 за периода след 1692 година. Тези числа показват, че Сятища е доста голямо селище още преди 1692 година. В документи от края на XVII век, включени в Кондиката на митрополията, както и в списъка на нейните селища, то се споменава като: „Полития: Сятища и Герания“ (Πολιτεία: Σιάτιστα και Γεράνοια).
В 1696 – 1700 година митрополит Зосим II, роден в Сятища, мести тук седалището на епархията от Сисани. В 1677 година в Герания е построена църквата „Света Параскева“, най-старият запазен християнски храм в града. В 1760 година е изградена църквата „Свети Георги“ в източната част на града, а в 1801 година голямата катедрална църква „Свети Димитър“ в Хора, която изгаря в 1910 година и е възстановена след две години.
Бързото развитие от XVI и XVII век става по-интензивно през XVIII век, когато Сятища се откроява като най-важното селище в по-широката област на Западна Македония. Изолираното местоположение и укрепеността на селището, привлича заселници. Тук се заселват хора от Епир, от Гревенско и Тесалия. В края на XVIII век, след разрушаването на Москополе, тук се заселват и много власи. Сятищани започват да се занимават с транзитна търговия с чуждестранни центрове – в Сърбия, Молдова, Южна Русия, Германия, Италия и Австрия. В 1800 година Сятища има двеста търговски къщи в Европа, което го прави търговски център на международно ниво. Автономното икономическо развитие чрез експортна търговия води и до появата в градчето на просвещенски идеи. Сятищяните Братя Маркидес Пулиос издават в 1791 година във Виена първия гръцки вестник „Ефимерис“. Емигрантите се развиват в един вид социална аристокрация, повлияна от европейското Просвещение и западното образование. Освен добре познатата издателска дейност в различни европейски центрове, образователното развитие на техните родини в Сятища също е от особено значение. В 1710 година в градчето е отворено гръцко училище. Според други сведения училището в Сятища работи още от средата на XVII век. Икономическият просперитет на градчето се отразява и в строежа на големи имения в Сятища.
Според Спиридон Гопчевич градчето първоначално е изцяло арумънско, но към 1889 година от 10 – 12 000 души едва четвърт разбират арумънски, като всички използват гръцки език като домашен. Според Густав Вайганд Сатища също някога е било арумънско селище, но с прииждане на пришълци от Сисани е погърчено. Когато Вайганд минава през паланката, само старите хора говорили арумънски.
Гръцкият просвещенец Атанасиос Псалидас пише в своята „География“ (1818 – 1822):
| „ | Сятиста, малко градче както и Кожани, в Долна Македония, населява се от гърци, само християни. | “ |

В началото на 1830-те години албанските лидери Тафил Бузи и Аслан бей нападат Сятища, но срещат твърдата съпротива на жителите му.
В XIX Сятища е чисто гръцко градче в казата Населица в Серфидженския санджак на Османската империя. Александър Синве („Les Grecs de l’Empire Ottoman. Etude Statistique et Ethnographique“) в 1878 година пише, че в Сятища (Schatista), Сисанийска епархия, живеят 7800 гърци.
В 1889 година Стефан Веркович („Топографическо-этнографическій очеркъ Македоніи“) пише за Сятища:
| „ | Градчето се състои от две махали – Гарица и Хора... Има 1080 къщи и 1930 семейни двойки. Жителите търгуват с добитък и вино, но се срещат и занаятчии. Има две начални училища... и едно по-високо с библиотека от 4000 книги. Има 22 църкви, от които две катедрали и 13 свещеници. | “ |

„...Шатиста (Сачиста), което по-напрѣдъ бѣше чисто аромѫнско село... тамошното население е почти погърчено и че само старитѣ хора знаятъ още майчиния си езикъ. Но много названия сѫ се запазили още на аромѫнски езикъ.
Аромѫнското население отъ Шатиста, както съобщава Pouqueville, произлиза отъ Сисанионъ, което отъ аромѫнетѣ се нарича Шайнли и, като малко селце, е разположено подъ Блаца. Жителитѣ на този голѣмъ нѣкога градъ сѫ се прѣселили въ Блаца, Кожани и Шатиста и се отличаватъ, че се подаватъ на гърцитѣ, което се обяснява съ това, че Самнионъ е билъ сѣдалище на владика. Владиката въ Шатиста и сега още се нарича Самнионски.“
Според статистиката на Васил Кънчов („Македония. Етнография и статистика“) в 1900 година Сачища (Шатиста) има 4800 жители гърци християни.
На Етнографската карта на Битолския вилает на Картографския институт в София от 1901 година Сетища е чисто гръцко градче в казата Населица на Серфидженския санджак с 1050 къщи.
Според статистика на Серфидженския санджак на гръцкото консулство в Еласона от 1904 година в Сятища, Населишка каза, живеят 7000 гърци елинофони християни.
По данни на секретаря на Българската екзархия Димитър Мишев („La Macédoine et sa Population Chrétienne“) в 1905 година в Сачища (Satchichta) има 5250 гърци.
Към 1912 година в Сачища действа четата на капитан Трендафилос.

### В Гърция
През Балканската война в 1912 година в селото влизат гръцки части и след Междусъюзническата в 1913 година Сятища остава в Гърция.
В 1963 година е разрушен старият храм „Свети Атанасий, Свети Безсребреници и Свети Антоний“, построен в XVII век, и е построен на ново при митрополит Поликарп Сисанийски и Сятищки.
В 1989 година в Сятища отваря врати ботанически музей.
| Име               | Име                | Ново име       | Ново име         | Описание                                   |
| ----------------- | ------------------ | -------------- | ---------------- | ------------------------------------------ |
| Червена           | Τσερβένα           | Кокина Хомата  | Κόκκινα Χώματα   | местност в Червена гора на ЮИ от Сятища    |
| Джана Баирия      | Τζανά Μπαιρια      | Ангатия        | Άγκάθια          | местност на ЮЗ от Сятища и на СЗ от Янково |
| Вигла             | Βίγλα              | Плая           | Πλαγιά           | връх на Ю от Сятища (773 m)                |
| Цупка             | Τσούπκα            | Цука           | Τσούκα           |                                            |
| Патес             | Πάθες              | Аномало        | Άνώμαλο          | местност в Червена гора на ЮИ от Сятища    |
| Тарак Бунар       | Ταρακ Μπουναρ      | Вриси          | Βρύση            |                                            |
| Червена           | Τσερβένα           | Рема           | Ρέμα             | река в Червена гора на ЮИ от Сятища        |
| Джек Караули      | Τζέκ Καραούλι      | Скопия         | Σκοπιά           | връх в Синяк на СИ от Сятища (1726 m)      |
| Куцопитики Сталос | Κουτσιώπικη Στάλος | Сталос         | Στάλος           | връх в Синяк на СИ от Сятища (1540 m)      |
| Градище           | Γκραντίστη         | Ип/гу Капицини | Ύπ/γού Καπιτσίνη | местност на З от Сятища (1037 m)           |

| Година    | 1913 | 1920 | 1928 | 1940 | 1951 | 1961 | 1971 | 1981 | 1991 | 2001 | 2011 | 2021 |
| --------- | ---- | ---- | ---- | ---- | ---- | ---- | ---- | ---- | ---- | ---- | ---- | ---- |
| Население | 6774 | 4648 | 5328 | 4714 | 4080 | 4737 | 4852 | 5702 | 5688 | 5642 | 5490 | 5057 |

## Личности
В XVIII век едни от най-известните личности, родени в Сятища са гръцкият революционер, водач на Орловото въстание в 1770 година Георгиос Папазолис, гръцкият учен Георгиос Русис, охридският архиепископ Зосим II, българският лекар, основател на първата аптека в Търново Марко Павлов, гръцкият революционер, сподвижник на Ригас Велестинлис Теохарис Турундзияс, гръцкият учен и историк Теодорос Манусис и други. Други известни сятищани са сръбският търговец и дарител хаджи Яня Костич, андартските капитани Лазарос Котуляс, Павлос Нерандзис и Трендафилос Самарас, гръцкият просветен деец Теодорос Нацинас, гръцките печатари братя Маркидис Пулиу, гръцкият политик Маркос Нацинас и други.
- Женска носия от Сятища в 1930 година. Миниатюра на Николас Сперлинг
- Евангелос Статис
- Теодорос Нацинас
- Георгиос Цирсиотис (Захардзис), деец на Гръцката въоръжена пропаганда в Македония от Сятища
- Лазарос Котуляс и четник